# کوه تومسوی-لام
کوه تومسوی-لام (انگلیسی: Tumsoy-Lam) یک کوه در استان چچن کشور روسیه است.